# Синчівка світлоока
Синчі́вка світлоока (Mixornis kelleyi) — вид горобцеподібних птахів родини тимелієвих (Timaliidae). Мешкає в Індокитаї.

## Поширення і екологія
Світлоокі синчівки мешкають у В'єтнамі, Лаосі та на сході Камбоджі. Вони живуть у вологих рівнинних тропічних лісах. Зустрічаються на висоті від 50 до 1165 м над рівнем моря. Живляться переважно комахами. В кладці 4 яйця.